# Dornröschen (Hannover)

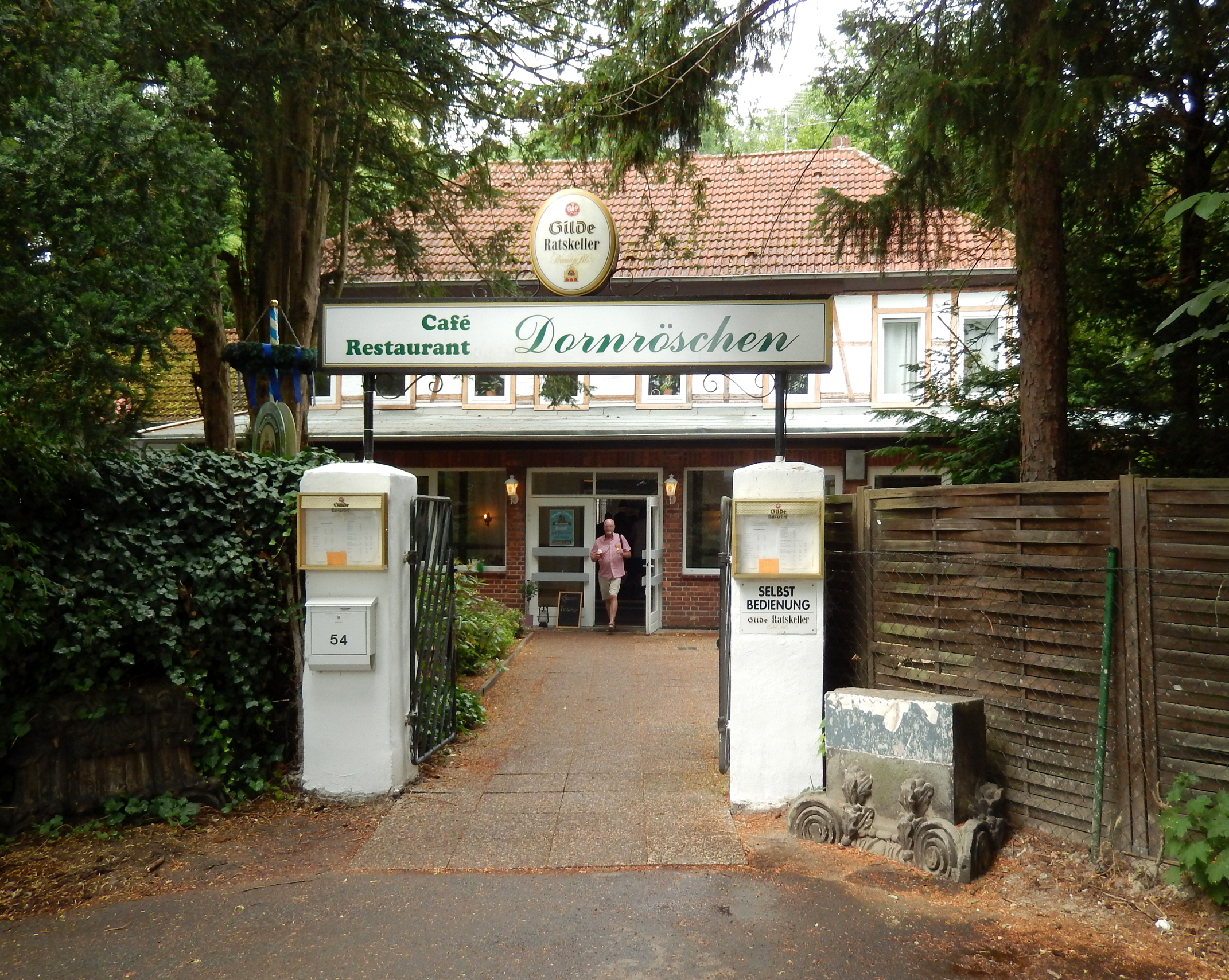
Eingangsbereich

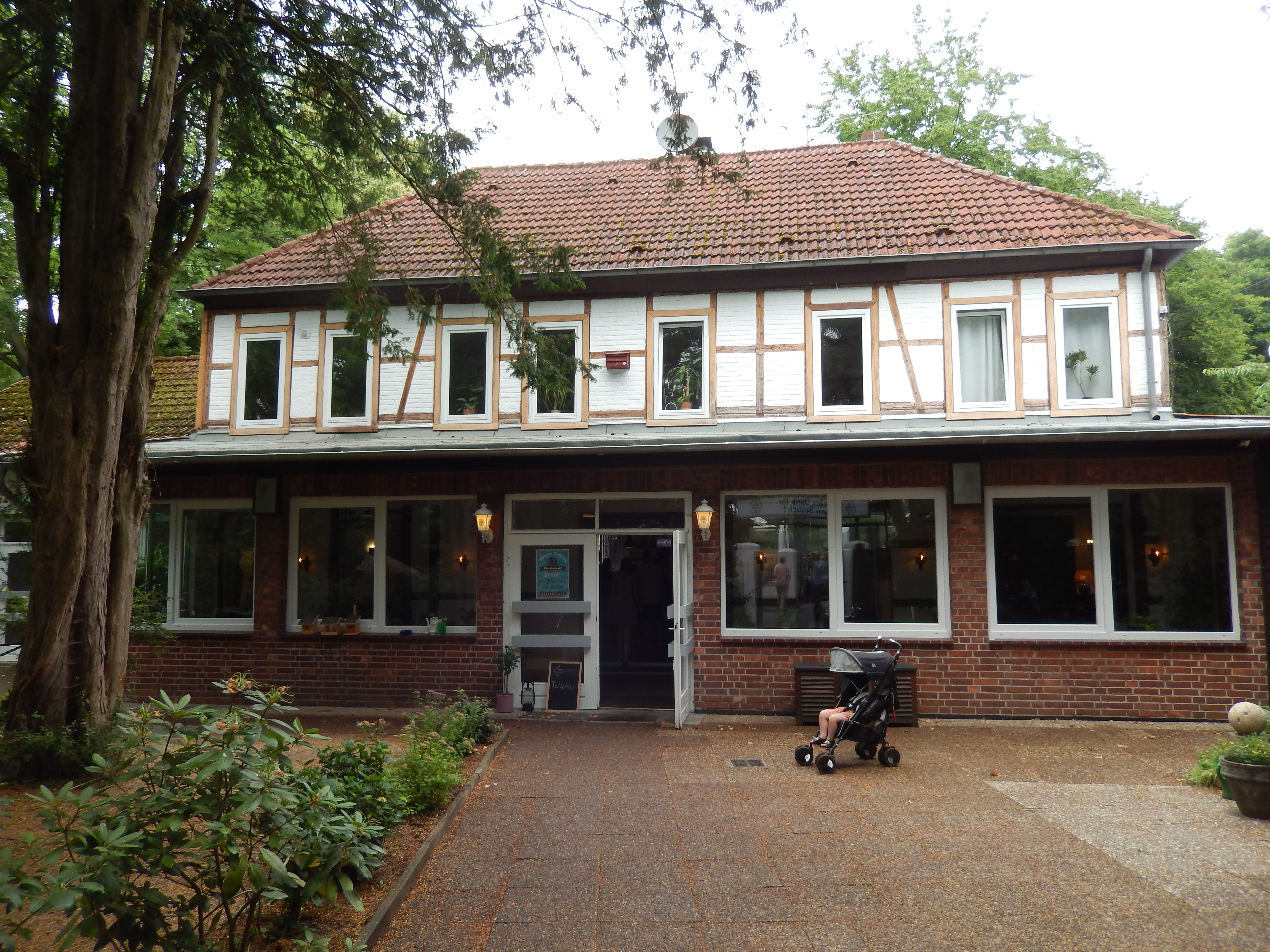
Haus

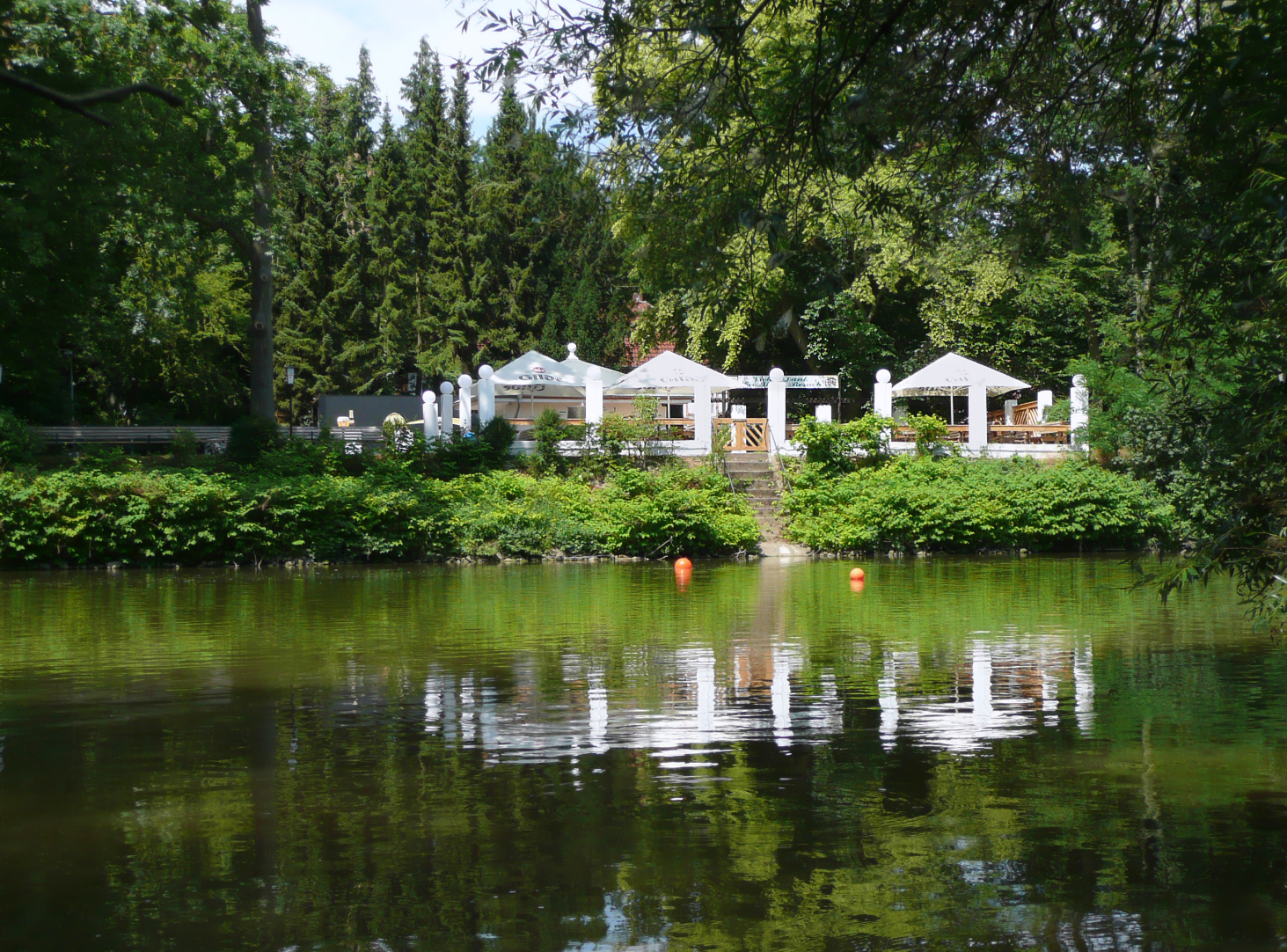
Biergarten an der Leine

Das Dornröschen in Hannover ist eine im 19. Jahrhundert begründete Arbeiter- und Ausflugs-Gaststätte. Sie gilt als ältester Biergarten Hannovers und eine der letzten traditionellen hannoverschen Ausflugsgaststätten. Standort des ehemaligen Tanzlokals im heutigen Stadtteil Nordstadt ist die Adresse In den Kämpen 54 am Ufer der Leine direkt an dem zum Radfahr- und Wanderweg ausgebauten Julius-Trip-Ring.

## Geschichte
Während das zum Dornröschen gehörende Fachwerkhaus schon mehr als 200 Jahre alt sein soll, eröffnete die Ausflugsgaststätte erst in der Gründerzeit des Deutschen Kaiserreichs im Jahr 1875. Zu jener Zeit siedelten sich im Zuge der Industrialisierung entlang von Leine und Ihme insbesondere am gegenüberliegenden Ufer in Linden zahlreiche große Fabriken wie beispielsweise eine Ultramarinfabrik, eine Asphaltfabrik und die Mittelland Gummiwerke an, um die herum die Quartiere der Arbeiterschaft entstanden wie beispielsweise in der Kochstraße.
Während des Ersten Weltkrieges waren es dann jedoch nicht deutsche Arbeiter, die in der Mehrheit an der Front im Einsatz waren, sondern Kriegsgefangene aus Russland, die im Jahr 1917 den rund 600 langen und bis zum Dornröschen reichenden Leinehafen fertigstellten.
Vor allem in den 1920er Jahren setzten die Lindener Arbeiter oftmals mit der ganzen Familie mittels der Fähre vom anderen Leineufer über, um, „wenn das knappe Geld es zuließ“, zum Feierabend und zum Tanzvergnügen im Dornröschen einzukehren. Getanzt wurde abends und am Sonntag im Garten, der Eintritt war frei. Dem Treiben in dem Tanzlokal jener Zeit setzte der Schriftsteller Karl Jakob Hirsch in seinem Roman Kaiserwetter ein bleibendes Denkmal.
Zu den ehemaligen Mitbewerbern des Dornröschens, die heute als Biergärten nicht mehr existieren, zählten vor allem „Justus Garten“ an der Ihme, der „Fössegarten“ am Fössebad, die „Schwanenburg“ und der „Mühlenpark“.
Als Restaurant und Cafégarten gehörte das Dornröschen jedoch nicht zu Linden, sondern zeitweilig zu Herrenhausen, bevor das Gebiet politisch der Verwaltung der Nordstadt zugeordnet wurde.
Zwar war die an das Dornröschen grenzende Steintormasch zwischen der Leine und dem Georgengarten bereits um 1917 im Zusammenhang mit dem Bau des Leinehafens durch einen bis zur Flusswasserkunst reichenden Deich vor Hochwasser geschützt worden. Doch nach dem Zweiten Weltkrieg geriet die damalige Betreiberin des Ausflugslokals durch die Hochwasser-Katastrophe 1946 in Lebensgefahr, bevor sie gerettet werden konnte.

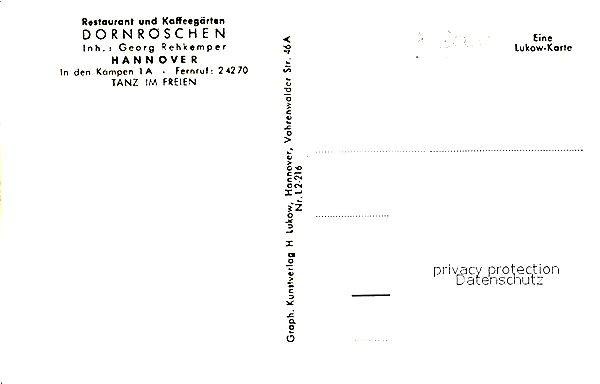
Adressseite einer Ansichtskarte des „Restaurant und Kaffeegärten“ Dornröschen: Der Inhaber Georg Rehkemper bot auch „Tanz im Freien“;
Ansichtskarte, Verlag H. Lukow, 1950er Jahre

In der Nachkriegszeit, wurde zwischen der Brakebuschstraße in Linden-Nord und dem Wikopweg im Jahr 1959 die Dornröschenbrücke erbaut. Ihren amtlichen Namen erhielt sie, weil laut dem Adressbuch von Hannover des Folgejahres, weil „die Brücke in das Erholungsgebiet führt, in dem das Familiencafé gleichen Namens liegt.“
Kurz zuvor, 1954, hatte die aus Oberschlesien kommende Malerin Christa Reinhardt das Dornröschen übernommen, das sie dann sechs Jahrzehnte lang leitete. Vor ihrem Tod im Jahr 2015 hinterließ sie Edelgard Bulmahn 40 ihrer überwiegend in den 1980er Jahren geschaffenen Ölgemälde. Als nach dem Tod der Künstlerin das Dornröschen lange leerstand, schenkte Edelgard Bulmahn die Gemälde Reinhardts dem Verein „Projekt.Dornröschen“. Der Verein wollte das Dornröschen erwerben und unter anderem mit dem Verkaufserlös der Bilder den traditionsreichen Gastronomiebetrieb als arbeitsmarktintegratives Modellprojekt wiederbeleben. Geplant war, Flüchtlinge etwa durch Ausbildung im Dornröschen in den Arbeitsmarkt integrieren zu können. Auf Bitte von Edelgard Bulmahn hin organisierten der Gutachter Holger Grimm und der Hannoversche Künstlerverein (HKV) im Mai 2016 in diesem Sinne eine Verkaufsausstellung im hannoverschen Künstlerhaus.
In Eigenregie des Projekt.Dornröschen e.V. folgte im August, September 2016 eine weitere Verkaufsausstellung selbiger Intention im Kunstsalon Hannover auf dem Gelände des ehemaligen hannoverschen Schlachthofes.
Die Eigentümerin der Immobilie, eine Erbengemeinschaft, die eine Weiterführung des Dornröschens im Sinne der verstorbenen Vorbesitzerin wünschte, veräußerte den Biergarten schließlich an das Ehepaar Hausleiter. Vor der Neueröffnung im Mai 2018 unterzogen diese die Einrichtung einer Generalsanierung, jedoch unter Wahrung des Erbes von Christa Reinhardt. Neben einer Rosentapete vor den Sanitärräumen verblieb beispielsweise im „Clubzimmer […] die plüschige Sitzgarnitur“ der Vorbesitzerin.

## Sonstiges
Vom Dornröschen aus ist auf der anderen Seite die frühere Gerhard-Uhlhorn-Kirche gut zu sehen. Vom Ufer aus können die Gäste den Wassersport der in unmittelbarer Nachbarschaft angesiedelten Sportvereine beobachten: Der WSC Hannover ist Hannovers erster und einziger Wasserskiclub und teilt sich mit dem Kanu-Sport-Club Hannover (KSC) das Terrain des Flusses am Julius-Trip-Ring.